# Amateur
Pour les articles homonymes, voir Amateur (homonymie).
Un amateur est une personne qui se livre à une activité en dehors de son cadre professionnel, généralement sans rémunération, et dont la motivation ressort essentiellement de la passion.  

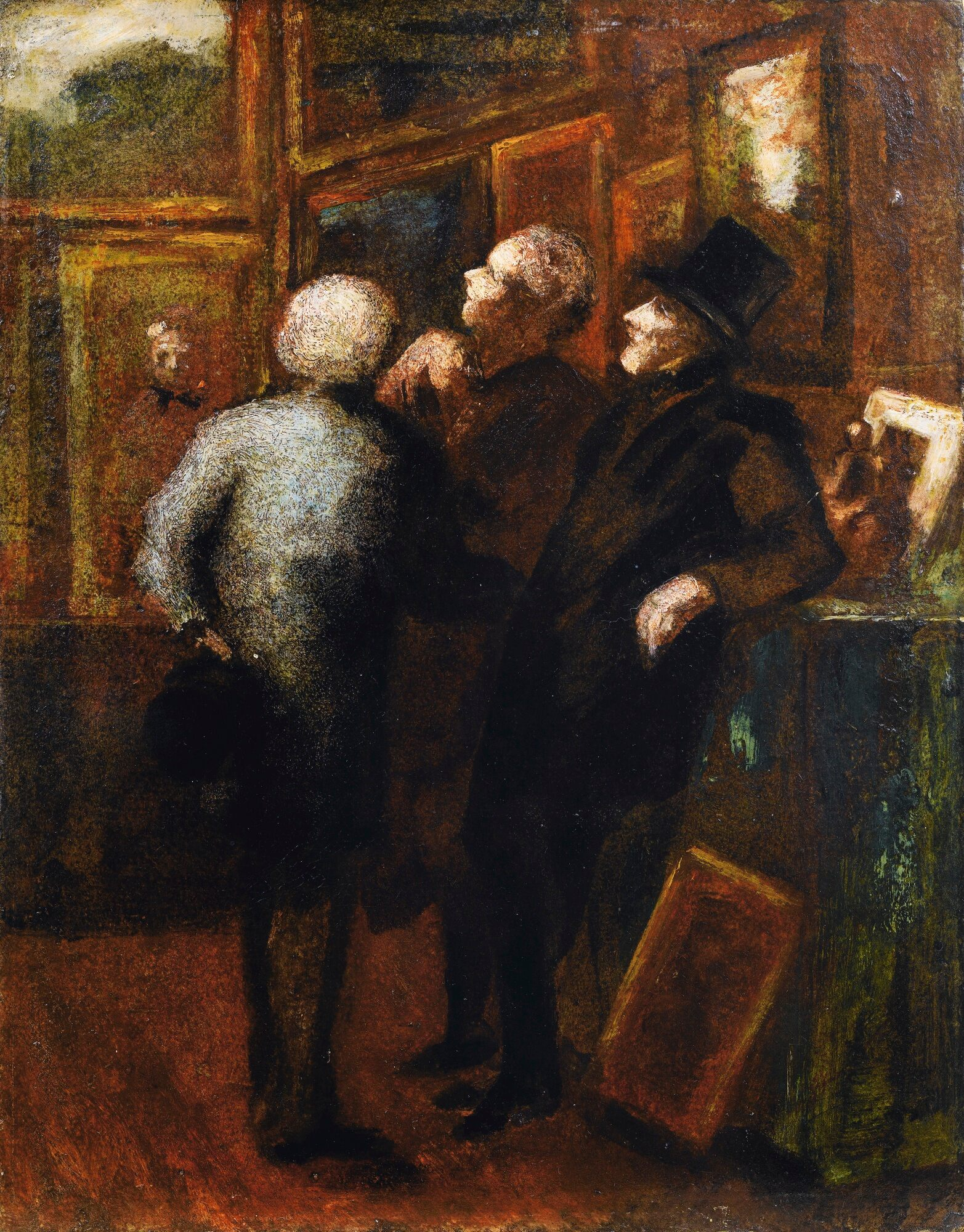
Les Amateurs de tableaux
Honoré Daumier, 1858-1862
Collection privée, Vente 2019.

Cette activité peut être artistique (peinture, photographie, musique, etc.), sportive (cyclisme, football, rugby, etc.), jardinage, etc.
Répondant en partie à des prescriptions et des désirs mimétiques, les pratiques amateurs supposent également un engagement personnel que ne considère pas toujours une sociologie déterministe.

## Amateur et professionnel
L'amateur est souvent connoté péjorativement, soit par l'implication d'un manque de compétences, notamment en sport, soit par la moindre consécration symbolique accordée à une pratique désintéressée.
La notion sert ainsi parfois plus à dévaloriser un acteur qu'à décrire un comportement, ce qui affaiblit sa légitimité théorique. Le terme de dilettante est parfois employé avec la même connotation négative.

Les Amateurs de Daumier
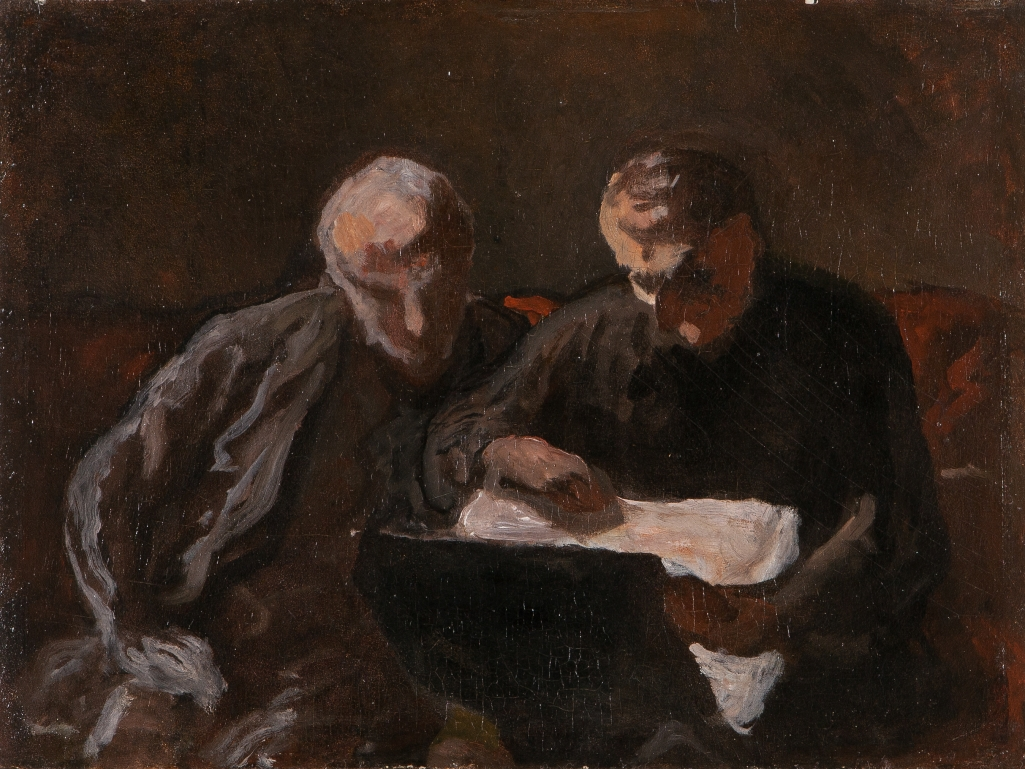
Les Amateurs d'estampes, 1865 Kunsthalle de Mannheim
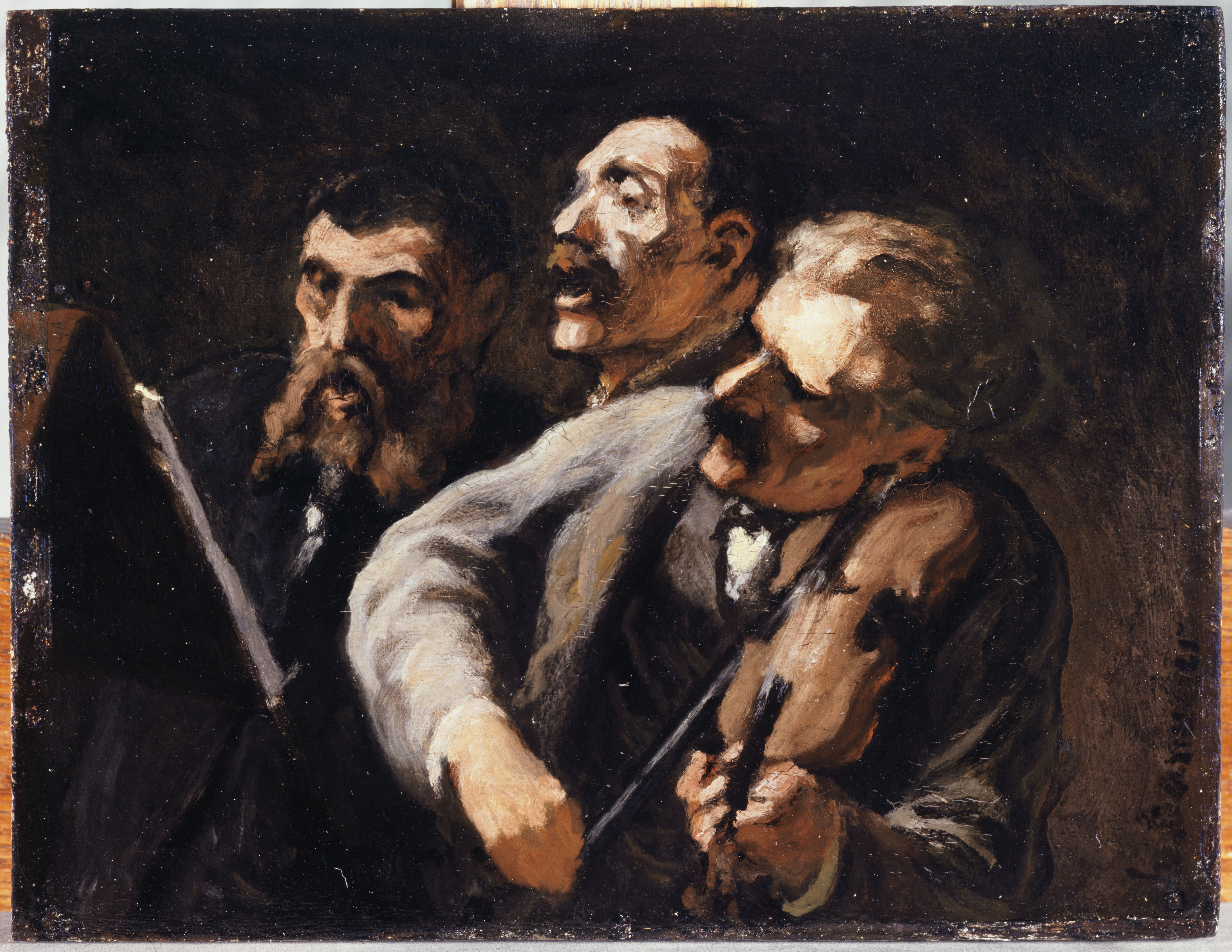
Trio d'amateurs, 1863-1867 Petit Palais, Paris

## Dans le sport
Néanmoins, la préférence des professionnels aux amateurs ne s'avère pas systématique. Ainsi, les Jeux olympiques ont été de 1894 à 1981 réservés officiellement aux sportifs amateurs. C'est ainsi que Jim Thorpe, vainqueur aux Jeux olympiques de 1912, perd ses médailles pour avoir été payé dans des épreuves de baseball auparavant. C'est en 1981 que le CIO, sous l'égide de son président Juan Antonio Samaranch, autorise les sportifs professionnels à participer aux JO, autorisation étendue aux boxeurs pour les Jeux de 2016 à Rio de Janeiro.

## Accès à la reconnaissance
Les amateurs jouent parfois un rôle essentiel dans l'avancée de leur domaine de prédilection, tel que le logiciel libre, la musique libre, l'astronomie, plusieurs sciences naturelles comme l'ornithologie ou l'entomologie. 
Le web participatif facilite et explique le plus grand pouvoir d'impact des profanes dans l'élaboration du savoir, la production artistique ou l'engagement politique.